# .hack系列
.hack是以舊BANDAI的Project.hack作為中心展開的游戏、动画、漫画及電台節目的跨媒體計劃。
合併後Namco Bandai同樣展開.hack Conglomerate的新計劃，並以.hack//G.U.為系列總稱。總稱的意義是解說兩個計劃。
新計劃「Project N.U.」是承襲了万代南梦宫娱乐過去販售的家用遊戲系列作「.hack」的世界觀、理念，從1開始重新構築的新計畫。智慧手機遊戲「New World」就是本計畫的第一個產品，但也只是計畫所包含的世界的其中一面而已。不僅是「New World」這款遊戲，也請期待「Project N.U.」接下來帶來的新展開。

## 概要
.hack是以虛構的網路遊戲「The World」為主軸，後述其他媒體作品展開的故事。
從2002年4月開始展開第一期計劃，相隔多年的2006年4月開始展開了第二期計劃。
各作品的故事互相擁有微妙的關係，特別是第1期故事與同時展開的其他作品互相纏繞著的複雜，與說明了整個世界觀成為計劃特點之一。關於計劃中各作品的詳細內容請參照各自的條目。

## .hack的故事

### The World的誕生

#### 20世紀末至2004年
網際網路在全世界迅速地普及，並產生了「資訊民主化」。受到這個負面的影響，在網路上的高級新技術罪案增加。在這個時候，爆發了一種稱為「Deadly Flash」的電腦病毒，發生令7人死亡的慘劇。製作電腦病毒的日本男性製作者成為史上第一位因網路犯罪被判處死刑的人。 在電腦病毒爆發的那一日——2005年12月24日，被稱為「Pluto Kiss（冥王之吻）」，電腦病毒令社會上各種的功能癱瘓，全世界的網路瞬間停止。只有使用稱為ALTIMIT作業系統的電腦沒有受到病毒的影響。ALTIMIT瞬間成為新的世界標準作業系統並普及。從那日開始平民被禁止使用網際網路。

#### 2006年夏天
ALTIMIT也開始個人化。同時，製作ALTIMIT的員工離開製造商，自立一間新公司名為Cyber Connect（CC公司）。其後，一位德國人哈洛爾德・修爾克組成一隊製作小組「fragment（碎片）」進入CC公司，並創造了網路遊戲The World的原型。

#### 2007年5月
fragment開始測試遊戲。在「Pluto Kiss」爆發後，娛樂用的網絡受到使用限制，他們向WNC（世界網絡協會）申請並得到的特許批准。fragment公開招募1024位測試員，當初預計運作6個月，但僅僅3個月就結束。

#### 2007年12月
剛好與Pluto Kiss的發生日2年後，命名為「Mother's Marry Kiss（聖母之吻）」。全世界的網路開始解禁。同時CC公司發表了「fragment」的網路遊戲—The World，全世界同時下載銷售。
全部的.hack，都是從這裡開始。

### 故事時序
- fragment
  - 小說「.hack//黃昏的碑文」
- The World R:1時代
  - 小說「.hack//AI buster」
  - 動畫「.hack//SIGN」
  - 小說「.hack//ZERO」
  - 第1期遊戲「.hack」&小說「.hack//Another Birth」&OVA「.hack//Liminality」&漫畫「.hack//XXXX」
  - OVA「.hack//SIGN - Unison」&OVA「.hack//GIFT」
  - 漫畫&動畫「.hack//黃昏的腕輪傳說」&漫畫「.hack//Rena」
- The World R:2時代
  - 漫畫「.hack//Alcor」
  - 動畫「.hack//Roots」&小說「.hack//CELL」&漫畫「.hack//GnU」
  - 第2期遊戲&小說「.hack//G.U.」&漫畫「.hack//G.U.+」&電影「.hack//G.U. (遊戲)」
  - OVA「.hack//G.U. Returner」
- The World R:X時代
  - 漫畫「.hack//Link 黃昏騎士團」
  - 第3期遊戲→「.hack//Link」
  - OVA「.hack//Quantum」
- The World FORCE:ERA
  - 電影「.hack//The Movie (創世紀傳說：世界的彼方)」
  - 網路小說「.hack//bullet」
- VERSUS：The World
  - 遊戲「創世紀傳說 世界的彼方」
- The World：Armed conflict
  - 手機遊戲「Guilty Dragon 罪龍與八個詛咒」
- The World：Re-vice age
  - 手機遊戲「.hack//New World」

## 系列中共通的專有名詞
The World
CC社
CC社，全名為CyberConnect Corporation，劇中是發售架空網絡遊戲The World的公司，劇外是所有.hack系列的遊戲製作公司。
Pluto Kiss
2005年12月，「Pluto Kiss（冥王之吻）」事件發生，全球網路／電腦系統癱瘓77分鐘，兇手是年僅10歲的小學生。
未歸來者(未帰還者)
在遊戲『The World』無法正常離線(有部分人能遊戲中正常活動)，而在現實世界中昏迷不醒的玩家。
司、歐卡(R:1 時代)
志乃爱奈(R:2 時代)
瑪麗（Mary，CV：藤村歩）(R:X 時代)
黃昏的碑文
FMD
虛擬實境用的頭戴式顯示器。

## 作品

### 遊戲
.hack//（遊戲設定：The World）（平台：PS2）
- .hack//感染擴大（.hack//INFECTION）（發售日：2002/6/20）
- .hack//惡性變異（.hack//MUTATION）（發售日：2002/9/19）
- .hack//侵食污染（.hack//OUTBREAK）（發售日：2002/12/12）
- .hack//絕對包圍（.hack//QUARANTINE）（發售日：2003/4/10）
- .hack//Fragment（發售日：2005/11/23

.hack//G.U.（遊戲設定：The World R：2）（平台：PS2）
- .hack//G.U. Vol.1 再誕（.hack//G.U. Rebirth）（發售日：2006/9/28）
- .hack//G.U. Vol.2 思君之聲（.hack//G.U. Reminisce）（發售日：2006/9/28）
- .hack//G.U. Vol.3 以步行速度前進（.hack//G.U. Redemption）（發售日：2007/1/18）

.hack//G.U. Last Recode（遊戲設定：The World R：2）（平台：PS4/Steam；發售日：2017/11/1）
.hack// 系列十五周年紀念所發行的 G.U. 系列 HD 重製版，包含 PS2 版的所有內容以及新章節
- .hack//G.U. Vol.4 或許是織出世界的大蛇們所作之夢（.hack//G.U. Reconnection）

.hack//Link（遊戲設定：The World R：X）（平台：PSP）
- .hack//Link（發售日：2010/3/4）

.hack//Versus（遊戲設定：VERSUS：The World）（平台：PS3）
- 劇場版 BD《.hack//The Movie 世界的彼方 + Versus Hybrid Pack》同捆包附屬之格鬥遊戲(發售日：2012/6/28)

Guilty Dragon 罪龍與八個詛咒(遊戲設定：The World：Armed conflict)（平台：Android/iOS）
- 營運期間：2012/10/9 - 2016/3/23

.hack//New World（遊戲設定：The World：Re-vice age）（平台：Android/iOS）
- 營運期間：2016/1/7 - 2016/12/20

### 動畫
TV動畫（第1期）
- .hack//SIGN（駭客時空）

東京電視台於2002年4月3日至同年9月25日播放全26話。
台灣由Animax播放。
- .hack//Dusk（.hack//黃昏的腕輪傳說（.hack//Legend of the Twilight））

東京電視台於2003年1月8日至同年3月26日播放全12話。
台灣由Animax播放。
TV動畫（第2期）
- .hack//Roots（駭客//根源）

東京電視台於2006年4月5日至同年9月27日播放全26話。
臺灣Animax自2007年10月5日起播放。
OVA
- .hack//Liminality

遊戲附送的OVA。全4話（第1話片長45分鐘、第2話到第4話每話片長30分鐘）。
- .hack//Integration

於2003年10月24日發售，「SIGN」的第28話（.hack//SIGN - Unison，在SIGN的DVD中並未收錄），黃昏腕輪傳說的番外篇，Liminality的DVD box。。於2006年3月26日再次發售，除了Liminality黃昏的腕輪傳說外，還附加後述的「GIFT」和DVD box。
- .hack//GIFT

「SIGN」的第29話。作為優惠購買系列遊戲全4話的人的作品。
- .hack//G.U. Returner

感謝購買.hack//G.U.全三卷的特典OVA動畫，全一話，時間點在於遊戲VOL.3結束之後。
- .hack//Quantum

全3卷（vol.1：2011-01-28）
劇場版
- .hack//G.U. TRILOGY

於2007年12月22日首度公開放映，DVD 及 BD 版本於2008年3月25日發售。故事為遊戲.hack//G.U. vol. 1-3 的改編內容。
- .hack//The Movie 世界的彼方 (ドットハック セカイの向こうに)

日本上映时间为2012年1月21日，DVD 與 BD 版本於 2012年6月28日發售。

### 漫畫
- .hack//XXXX  全2卷
- .hack//黃昏的腕輪傳說（駭客時空//黃昏的腕輪傳說） 全3卷

於月刊Comptiq（角川書店）2002年1月號至2003年11月號上連載。
分成3本單行本發售，中文版由台灣角川代理。2003年2月11日發售Vol.1，2003年7月1日發售Vol.2，2004年8月16日發售Vol.3。
- .hack//G.U.+ 全5卷
- .hack//GnU
- .hack//4koma ＋趣味短篇集  全1卷
- .hack//Alcor 破軍序曲  全1卷
- .hack//Link 黃昏騎士團 已推出3卷

### 小說
- .hack//AI buster 全2卷

作者濱崎達也，小說系列第1作。時代設定在「SIGN」之前。中文版由台灣角川代理，2003年9月16日發售Vol.1，2006年11月14日發售Vol.2。
- .hack//ZERO 1卷(未完)

作者橫手美智子，小說系列第2作。時代設定在SIGN和遊戲版之間。
- .hack//Another Birth 另一個誕生（日语：.hack//Another Birth もうひとつの誕生）全4卷

作者川崎美羽、監修伊藤和典，小說系列第3作。以遊戲版登場的黑玫瑰為視點，從網絡世界和現實世界兩方面描寫。這篇小說在月刊Comptiq上連載，文庫本被分為與遊戲版同樣的4個副標題發售。中文版由台灣角川代理，2005年11月1日發售Vol.1，2006年7月1日發售Vol.2，2006年9月25日發售Vol.3，2007年1月23日發售Vol.4。
- .hack//CELL 全2卷

作者涼風涼。故事舞台轉至The World:R2。中文版由台灣角川代理，2007年11月30日發售Vol.1。
- .hack//G.U.全4卷

作者濱崎達也，為PS2劇情的"原案"。中文版由台灣角川代理。
- .hack//黄昏の碑文 全2卷

作者川崎美羽。
- .hack//Quantum 心ノ双子

作者：浜崎 達也，插畫：長谷部 敦志

### 専門誌
- .hack//The World
- .hack//G.U. The World（日语：.hack//G.U. The World）

### 電台節目
- RadioB

於2002年1月8日至同年3月26日在文化放送播放全12話。
- .hack//Radio 綾子・真澄のすみすみナイト

於2002年4月7日至2003年3月30日在文化放送播放全50話。亦於BSQR489比原廣播遲4天播放。
- .hack//G.U.RADIO 長谷雄篇

於2006年4月9日至今在文化放送播放。第2期遊戲.hack//G.U.的宣傳活動。主持有櫻井孝宏和榎本溫子。

### 相關CD
.hack（遊戲版）
- .hack//GAME MUSIC Perfect Collection (VICL-61116,61117)

.hack//SIGN
- Obsession／優しい夜明け：See-Saw（主題曲）(VICL-35384)
- .hack//SIGN Original Sound & Song Track 1：梶浦由記 (VICL-60905)
- .hack//SIGN Original Sound & Song Track 2：梶浦由記（VICL-60906）
- .hack// EXTRA SOUNDTRACKS (VICL-60971)

.hack//黃昏的腕輪傳說
- NEW WORLD : ROUND TABLE featuring Nino（主題曲）(VICL-35457)
- Emerald Green : See-Saw（主題曲）(VICL-35458)
- .hack//黃昏的腕輪傳說 ORIGINAL SOUNDTRACK (VICL-61068)
- .hack//黃昏的腕輪傳說 Character Song & Story (VICL-61088)

.hack//Liminality
- edge : See-Saw（主題曲）(VICL-35407)
- 君がいた物語：See-Saw（主題曲）(VICL-35458)
- .hack//Liminality ORIGINAL SOUNDTRACK (VIZL-70)

.hack//Root
- Silly-Go-Round:FictionJunction (VICL-35989)
- 亡國覚醒カタルシス：ALI PROJECT（主題曲）(VICL-36089)
- .hack//Roots O.S.T.:ALI PROJECT (VICL-61989)
- .hack//Roots O.S.T.2 :ALI PROJECT (VICL-62089)
- .hack//Roots Sound Form 1 (VICL-61998)
- .hack//Roots Sound Form 2 (VICL-62088)

.hack//G.U
- .hack//G.U. GAME MUSIC O.S.T.
- .hack//G.U. GAME MUSIC O.S.T. 2

.hack/ /G.U. Trilogy
- .hack/ /G.U. Trilogy O.S.T.

.hack//Link
- .hack//Link O.S.T.

.hack//Quantum
- 『雫 -shizuku- 』主唱：南里侑香(VTCL-35097；2010年11月24日)
- .hack//Quantum オリジナルサウンドトラック（VTCL-60235；2010年12月22日）

## 引用
1. ↑  這種電腦病毒會在顯示器上瞬間發出強烈的光線信號，引起痙攣並失去知覺。其實現實亦有發生，例如以電視動畫神奇寶貝第38話中，發生了類似的光線現象，使數名觀眾休克，事件稱為3D龍事件。（這只作為故事設定，實際上面在顯示器上發出光線信號令人死亡是極為困難的）
2. ↑  .   [2019-01-25]. （原始内容存档于2013-09-27）.

## 外部連結
- （页面存档备份，存于） .hack 官方網站
- CyberConnect2公司 官方網頁 （页面存档备份，存于）
- .hack//SIGN 官方網站 （页面存档备份，存于）
- .hack//黃昏的腕輪傳說 官方網站 （页面存档备份，存于）
- .hack//Link(遊戲)官方網站 （页面存档备份，存于）
- 15周年紀念 hack//fanbook （页面存档备份，存于）
- Project .hack - 舊美版官方網站。現為選擇日美兩網站的網頁。
- .hack家ゲー攻略板情報保存庫 （页面存档备份，存于） - 內含人物辭典、年表、攻略等
- .hack//Wiki （页面存档备份，存于） - 英文.hack維基網頁
- ニューワールド （页面存档备份，存于） - 手機遊戲「ニューワールド」（New World）網頁